# Bom Bo
Bom Bo là một xã thuộc tỉnh Đồng Nai, Việt Nam.

## Địa lý
Xã Bom Bo nằm ở phía tây bắc huyện Bù Đăng, có vị trí địa lý:
- Phía đông giáp xã Đak Nhau
- Phía tây giáp huyện Bù Gia Mập
- Phía nam giáp xã Bình Minh
- Phía bắc giáp xã Đường 10.

Xã có diện tích 111,17 km², dân số năm 2008 là 14.338 người, mật độ dân số đạt 129 người/km².

## Lịch sử
Dân làng Bombo phần lớn thuộc dân tộc S'tiêng canh tác ruộng nương/sóc làm rẫy. Già Làng Điểu Lên tại Sóc Bombo được xem là hình tượng của người dân Bombo trong kháng chiến và xây dựng làng xã.
Vào những năm 1962 - 1963, quân Mỹ và Việt Nam Cộng hòa dồn dân vào ấp chiến lược nhưng cả sóc Bom Bo kiên quyết không vào ấp chiến lược. Đến giữa năm 1963, hơn 100 người dân của sóc Bom Bo đã lặng lẽ băng rừng, vượt suối vào căn cứ Nửa Lon, bên dòng suối Đăk Nhau và Đăk Liêng để lập ra sóc mới cũng mang tên sóc Bom Bo.
Ngày 26 tháng 12 năm 1997, Chính phủ ban hành Nghị định 119/1997/NĐ-CP. Theo đó, thành lập xã Bom Bo trên cơ sở 6.280 ha diện tích tự nhiên và 1.358 người của xã Đak Nhau; 6.400 ha diện tích tự nhiên và 2.010 người của xã Minh Hưng.
Sau khi thành lập, xã Bom Bo có 12.680 ha diện tích tự nhiên và 3.368 người.
Ngày 1 tháng 3 năm 2008, Chính phủ ban hành Nghị định 22/2008/NĐ-CP. Theo đó:
- Điều chỉnh 6.208,34 ha diện tích tự nhiên và 2.559 người của xã Minh Hưng về xã Bom Bo quản lý
- Thành lập xã Bình Minh trên cơ sở điều chỉnh 13.286,34 ha diện tích tự nhiên và 11.201 người của xã Bom Bo.

Sau khi điều chỉnh địa giới hành chính, xã Bom Bo có 11.116,59 ha diện tích tự nhiên và 14.338 người.